# Эглит, Маргарита Эрнестовна
Маргарита Эрнестовна Эглит (род. 1935) — советский и российский учёный и педагог в области механики сплошных сред, доктор физико-математических наук (1999), профессор (2003). Лауреат Премии имени М. В. Ломоносова за научные работы (1998).

## Биография
Родилась 14 января 1935 года в Москве.
С 1952 по 1957 год обучалась на Механико-математическом факультете МГУ. С 1957 по 1960 год обучалась в аспирантуре при этом факультете. С 1960 года на педагогической работе на Механико-математическом факультете МГУ в должностях: ассистента, с 1968 по 2001 год — доцент и с 2001 года — профессор кафедры гидромеханики этого факультета. Одновременно с
1999 по 2000 год — доцент и с 2000 года — профессор кафедры нефтегазовой и подземной гидромеханики Российского государственного университета нефти и газа имени И. М. Губкина .
В 1962 году М. Э. Эглит защитила диссертацию на соискание учёной степени кандидат физико-математических наук по теме: «К общей теории моделей сплошных сред с конечными деформациями», в 1999 году — доктор физико-математических наук по теме: «Модели микронеоднородных сред». В 2003 году приказом ВАК ей было присвоено учёное звание профессор.

## Научно-педагогическая деятельность
Основная научно-педагогическая деятельность М. Э. Эглит была связана с вопросами в области механики микронеоднородных сред, снежных лавин и мутьевых потоков. В МГУ читала курс лекций по вопросам: «Механика сплошной среды», «Гидравлика», «Гидродинамика открытых потоков», «Механика неньютоновских жидкостей», «Основы механики сплошной среды» и «Моделирование природных склоновых потоков». Основная библиография: монография «Неустановившиеся движения в руслах и на склонах» (1986), учебники «Механика сплошных сред в задачах. В 2-х томах» (1996), «Механика сплошных сред. Основные понятия» (2003), «Лекции по основам механики сплошных сред» (2009), «Механика сплошных сред. Теория и задачи» (2010).
Член диссертационного совета РГУ нефти и газа имени И. М. Губкина в области физико-математических наук (механика жидкости, газа и плазмы). Член Национального комитета СССР по теоретической и прикладной механике (с 1987 года), Международного общества анализа, его приложений и вычислений (с 2000 года), Европейского Союза Геонаук (с 2013 года). Являлась автором более 190 научных публикаций, свыше 114 статей в научных журналах и семи научно-исследовательских работ.
В 1998 году за цикл работ «Численно-асимптотические методы исследования многопараметрических задач» была удостоена Премии имени М. В. Ломоносова.

## Награды
- Медаль «Ветеран труда» (1989)
- Премии имени М. В. Ломоносова за научные работы (1998)[1]
- Премия имени Л. И. Седова РНКТПМ РАН (2018)[5]